# Manuel Albelda
Manuel Albelda (Valencia, c. 1780) fue un jurista y político español, nacido en Valencia. Elegido diputado a Cortes en 1810, durante la ocupación francesa, por la provincia libre de Valencia.

## Trayectoria
Ejerció como abogado de los Reales Consejos y fue representante de la gobernación de San Felipe en la Junta Superior de Observación y Defensa del Reino. El 14 de febrero de 1810 fue elegido diputado a las Cortes de Cádiz por la provincia de Valencia y el 4 de mayo de 1811 formó parte de la Comisión de Sanidad.
Era contrario a la libertad de imprenta y se alió con el grupo más conservador de las Cortes, de tal manera que votó en contra de encausar al obispo de Orense cuando desafió a las Cortes. También votó en contra de ceder los presidios africanos en Marruecos a cambio de ventajas en la importación de otros productos. Juró la Constitución española de 1812.